# 물레길
물레길은 강이나 호수에서 카누, 요트 등의 수상 레포츠를 체험하는 코스이다. 제주 올레길, 지리산 둘레길, 강원도 바우길 등 자연과 함께 하는 많은 길 중의 하나이다. 물레길은 춘천 의암호에 위치하고 있다.

## 이용안내
카누 1대당 성인 3명이나 성인 2명, 어린이2명이 탑승이 가능하다. 요금은 2인 기준으로 30,000원이고, 성인1인당 10,000원, 어린이1인당 5,000원의 추가 요금이 있다. 카누투어 시작 시간 10분전까지 티켓팅이 완료되어야 이용이 가능하고 기후등에 따라 운영이 변경될 수 있다.물레길을 이용할때는 15분의 안전교육과 카누잉교육 10분의 장비착용 및 승선시간이 이용시간에 포함되어있다.
카누는 시간대별로 운영이 된다.
1시간 10분이용
- 춘천  물레길 카누 카페10분전에 교육시작
- 교육 15분, 50분 카누잉

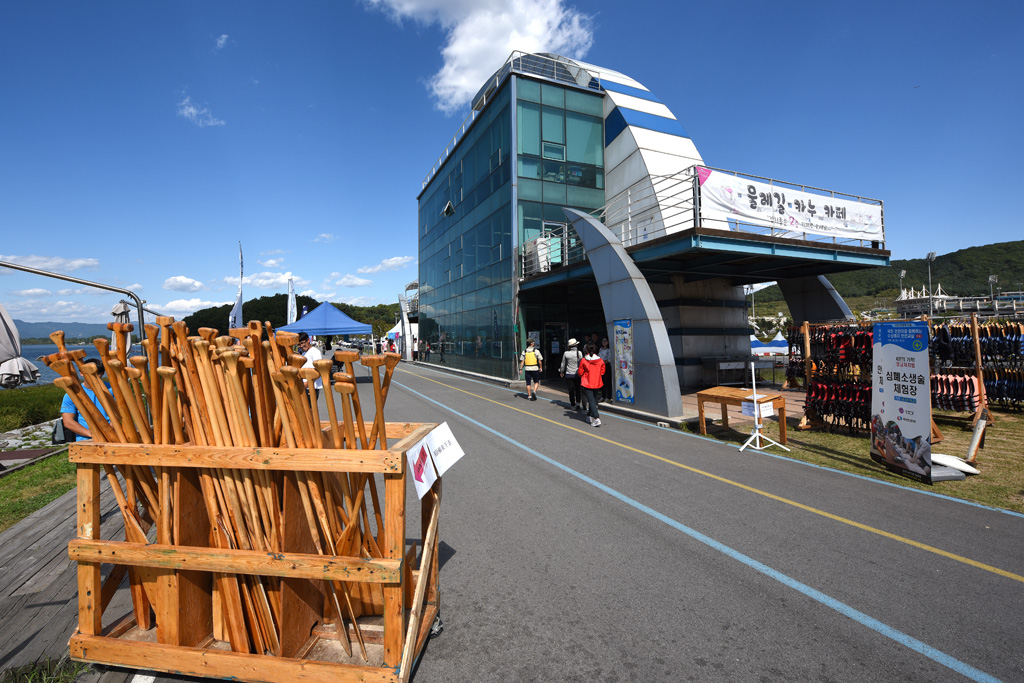
춘천 물레길 카누 카페

- 물안개카누잉(7:30)- 주말에만 운영
- 정규카누(9:00,10:00,11:00,12:00,13:00,14:00,15:00,16:00,17:00)
- 노을카누잉(18:00)- 계절에 따라 변동가능

여름 성수기 카누잉(7월 ~8월말) - 특별판 -
준비물: 여벌의 옷 필수, 수건
12:00, 13:30분 - 타임은 물위에서 배우는 카누잉(레크레이션 포함)
15:30분 타임 - 싱글남여를 위한 카누잉으로 레크레이션을 통해서 호감표현(커플 및 가족단위 참가 불가)

## 물레길 코스
- 의암댐길: 초급자 코스로 길이는 약 3km이다. 출발지에서 옛 경춘로 언덕, 의암댐을 거쳐 돌아오는 코스이다. 소요시간은 약1시간이다.
- 붕어섬길: 의암댐길과 마찬가지로 초급자코스이며 길이는 약 3km이다. 출발지에서 붕어섬물풀숲과 붕어섬을 거쳐 돌아오는 코스이다. 소요시간은 약1시간이다.
- 중도길: 중급자 코스로 길이는 약 5km이다. 의암호와 중도샛길을 돌아 오는 길로 소요시간은 약 2시간 정도이다.
- 애니메이션길: 상급자의 코스로 약8km이며, 소요시간은 4시간이다. 카누대여를 통해서 이용이 가능하다.